# Stauferstele

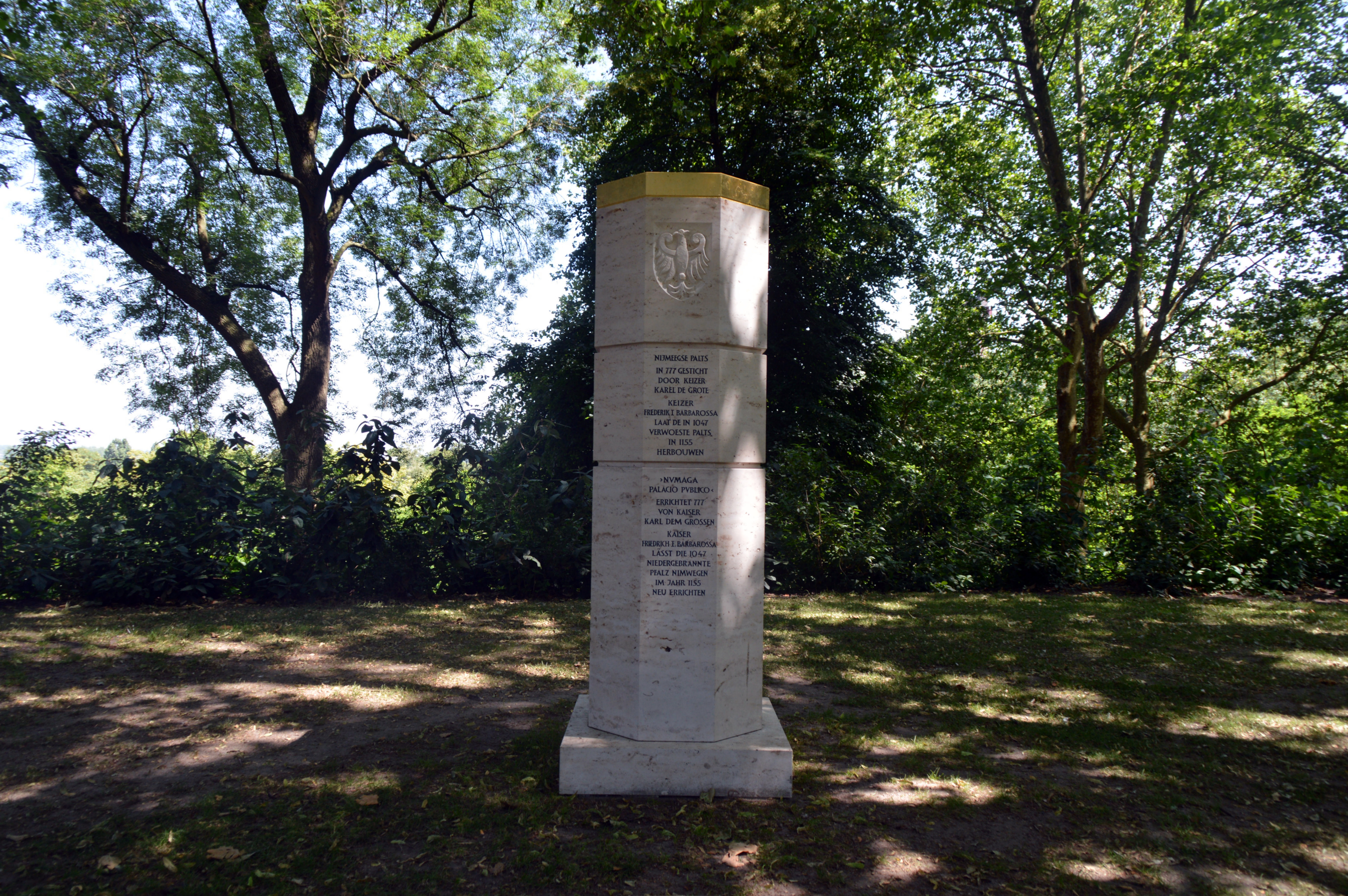
Stauferstele Valkhof Nijmegen

Stauferstelen zijn achthoekige herdenkingsmonumenten, die worden opgericht op plaatsen waar het Huis Hohenstaufen, dat in de middeleeuwen hertogen, koningen en keizers voortbracht, een belangrijke rol heeft gespeeld. Er staan reeds 38 stauferstelen in zes Europese landen (Duitsland, Italië, Frankrijk, Oostenrijk, Tsjechië en Nederland).
De massief Jura kalkstenen gedenkzuilen hebben een achthoekig grondplan, zijn 2,75 meter hoog inclusief sokkel en hebben een diameter van 80 cm. De octogonale vorm grijpt terug op het door Keizer Frederik II gebouwde Castel del Monte in Zuid-Italië. De stelen bestaan uit vier delen die bovenop elkaar worden geplaatst op een fundament van 1 m³ gewapend beton. De bovenste wordt afgesloten met een gouden band die de rijkskroon symboliseert. Inscripties zijn verdeeld over vier van de acht zijvlakken met daarboven een wapen in reliëf gebeeldhouwd.
Het Duitse Komitee der Stauferfreunde selecteert de plaatsen en neemt het initiatief tot plaatsen. De Stauferstelen worden gefinancierd door mecenassen. De eerste Stauferstele werd geplaatst in Castel Fiorentino op 13 december 2000, de 750e verjaardag van de dood van Keizer Frederik II.
De 35e stauferstele werd anno 2018 opgericht in Nijmegen op het Valkhof. Dit ter herinnering aan Keizer Frederik I Barbarossa – die in hoge mate de Valkhofburcht heeft versterkt en uitgebouwd –, diens zoon Keizer Hendrik VI, die er werd geboren en zijn achterkleinzoon Koning Hendrik (VII), die Nijmegen in 1230 stadsrechten verleende.
Boek: Huub Kurstjens, De Hohenstaufen en Nijmegen (circa 1150-1250) / Die Staufer und Nimwegen (etwa 1150-1250), Nijmegen 2017 (tweede druk) 